# Paralarinia incerta
Paralarinia incerta är en spindelart som först beskrevs av Albert Tullgren 1910.  Paralarinia incerta ingår i släktet Paralarinia och familjen hjulspindlar. Inga underarter finns listade i Catalogue of Life.